# Grapher
Grapher ist ein Computerprogramm, das als Bestandteil des Betriebssystems OS X von Apple mitgeliefert wird. Es ermöglicht sowohl einfache wie auch komplexe Graphen zwei- und dreidimensional graphisch darzustellen. Den Leistungsumfang von Grapher skizzieren die dem Programm beigefügten Beispiele, die von Differenzial- und Integralgleichungen über Toroiden bis zu Lorenz-Attraktoren reichen. Die Fähigkeiten umfassen auch die Darstellung von Funktionen und Kombinationen derselbigen. Die Darstellung eines Graphen lässt sich anpassen, indem die Farbe der Linien variiert wird, einer Oberfläche eines von vielen Muster zugewiesen wird oder Kommentare hinzugefügt werden, die zudem noch formatiert werden können. Mit Grapher können auch Animationen erstellt werden, indem entweder Konstanten des Graphen verändert werden oder die Ansicht auf den Graphen geschwenkt wird.

## Geschichte
Bevor es OS X gab, wurde Graphing Calculator, das dem heutigen Grapher ähnelt, als Bestandteil von früheren Apple-Betriebssystemen ab 1994 mehr als 20 Millionen Mal vertrieben. Mit der Einführung von OS X fehlte ein Graphenprogramm im Funktionsumfang des Betriebssystems. Am 22. Juli 2004 kaufte Apple das Programm Curvus Pro X Arizona Software ab und nannte es in Graphing Calculator um, bevor entschieden wurde es Grapher zu nennen. Die Neuigkeit wurde am 15. September 2004 auf AppleInsider veröffentlicht.

## Funktionen
Grapher ist ein umfassendes Programm für graphische Berechnungen, fähig sowohl 2D- als auch 3D-Graphen zu erstellen, sei es mittels euklidischen, logarithmischen, doppellogarithmischen oder Polarkoordinaten, selbst Vektorfelder sind möglich.
Grapher ist eine Cocoa-Anwendung. Die gleichzeitige Darstellung mehrerer Graphen innerhalb eines Koordinatensystems ist ebenso möglich wie der Export von Gleichungen in das Format LaTeX. Es ist eines der wenigen gehobenen Grafikprogramme, die standardkonforme Vektorgrafiken exportieren können. Außerdem sind in der Menüleiste Beispiele angeführt, die den Einstieg in das neue Programm erleichtern.